# Міжнародний арбітр з шахової композиції
Міжнародний арбітр з шахової композиції — звання, що присвоюється конгресами ФІДЕ за поданням Постійної комісії ФІДЕ з шахової композиції.

## Кваліфікаційні вимоги
Право на отримання звання має арбітр, який судив не менше 6 разів міжнародні змагання зі складання шахових задач і етюдів. Серед них принаймні половина мають бути зразковими, а інші задовільними з точки зору оцінки якості суддівства. Також майбутній міжнародний арбітр з шахової композиції повинен мати нагороди за власні композиції в турнірах. Тільки національні шахові федерації, національні асоціації шахових композицій, а також члени Всесвітньої федерації шахової композиції (англ. World Federation for Chess Composition, WFCC) мають право запропонувати чшлена своєї
федерації кандидатом на звання «Міжнародний арбітр з шахової композиції». Постійна кваліфікаційна комісія вивчає пропозиції у WFCC.
Звання дійсне протягом усього життя з дня його присвоєння, але може бути скасовані в особливих виняткових випадках — грубому зловживанні або грубому порушенні етики суддівства — після остаточного підтвердження Генеральною Асамблеєю ФІДЕ.

## Історія
Вперше звання було присвоєно в 1956 році. У минулому кільком відомим шахістам, таким як Михайло Ботвинник, Василь Смислов, Давид Бронштейн, Пауль Керес, Юрій Авербах та Вольфганг Унцикер було присвоєне це звання.

## Українські міжнародні арбітри з шахової композиції
- 1956 — Тигран Горгієв
- 1956 — Юхим Рухліс
- 1960 — Валентин Руденко
- 1965 — Віктор Чепіжний
- 1966 — Пилип Бондаренко
- 1984 — Віктор Мельниченко
- 1997 — Михайло Марандюк
- 1998 — Юрій Гордіан
- 2003 — Роман Залокоцький
- 2004 — Василь Дячук
- 2004 — Євген Рейцен
- 2004 — Сергій Ткаченко
- 2010 — Олександр Семененко
- 2010 — Валерій Семененко
- 2011 — Валерій Копил
- 2013 — Михайло Гершинський
- 2013 — Геннадій Козюра